# 내게 남은 사랑을
"내게 남은 사랑을"은 2017년에 개봉한 대한민국의 영화이다.

## 캐스팅
- 성지루 : 김봉용 역
- 전미선  : 이화연 역
- 권소현 : 김달님 역
- 양홍석  : 김우주 역
- 이예원  : 김별님 역
- 정수영 : 김순정 역
- 이윤건 : 민재 역
- 이병준 : 천 목사 역
- 여회현 : 요한 역
- 신문성 : 성 반장 역
- 조호천 : 최 반장 역
- 이현웅 : 부장 1 역
- 정우일 : 부장 2 역
- 조미초 : 권사 1 역
- 김미향 : 권사 2 역
- 남진복 : 상만 역
- 신영재 : 성우 역
- 권민정 : 이수 역
- 이진원 : 원상 역
- 서호철 : 목재소 손님 역
- 서영삼 : 의사 1 역
- 이영호 : 의사 2 역
- 서민성 : 의사 3 역
- 송보은 : 간호사 역
- 허성우 : 남자환자 역
- 문정아 : 민혁 모 역
- 조무성 : 민혁 역
- 하수연 : 민혁 유치원 선생님 역
- 박민지 : 달님 유치원 선생님 역
- 현서영 : 핸드메이드 샵주인 역
- 김인오 : MRI 기사 역
- 하성훈 : 사진사 역
- 김가율 : 유치원 아이 1 역
- 정선우 : 유치원 아이 2 역
- 이시원 : 공방손님 1 역
- 이현 : 공방손님 2 역
- 조윤담 : 웨이터 역
- 김혜빈 : 버스킹 공연팀 1 역
- 이지훈 : 버스킹 공연팀 1 역
- 나래 : 버스킹 공연팀 2 역
- 예지 : 버스킹 공연팀 2 역
- 이민혜 : 단란주점 아가씨 1 역
- 이유진 : 단란주점 아가씨 2 역
- 김수연 : 단란주점 아가씨 3 역
- 동현배 : 조 이사 역 (특별출연)